# Mike Holland
Michael Harry Holland detto Mike (Barre, 9 dicembre 1961) è un ex saltatore con gli sci statunitense.
È fratello del saltatore con gli sci Jim e del combinatista nordico Joe, a loro volta sciatori nordici di alto livello.

## Biografia
In Coppa del Mondo esordì il 30 dicembre 1982 a Oberstdorf (34°), ottenne il primo podio il 24 marzo 1984 a Planica (2°) e l'unica vittoria il 6 gennaio 1989 a Bischofshofen. Nel 1985, sul trampolino Letalnica di Planica, divenne il primo saltatore a superare la misura di 600 piedi (186 metri), stabilendo un primato mondiale che tuttavia sarebbe stato battuto nel corso della stessa gara dal finlandese Matti Nykänen (189 m).
In carriera prese parte a due edizioni dei Giochi olimpici invernali, Sarajevo 1984 (41° nel trampolino normale, 37° nel trampolino lungo) e Calgary 1988 (33° nel trampolino normale, 32° nel trampolino lungo, 10° nella gara a squadre), e a tre dei Campionati mondiali (5° nella gara a squadre a Seefeld in Tirol 1985 il miglior piazzamento).

## Palmarès

### Coppa del Mondo
- Miglior piazzamento in classifica generale: 10º nel 1985
- 5 podi (tutti individuali):
  - 1 vittoria
  - 3 secondi posti
  - 1 terzo posto

#### Coppa del Mondo - vittorie
| Data           | Località      | Nazione | Trampolino              |
| -------------- | ------------- | ------- | ----------------------- |
| 6 gennaio 1989 | Bischofshofen | Austria | Paul Ausserleitner K111 |

#### Torneo dei quattro trampolini
- 1 podio di tappa[3]:
  - 1 vittoria

### Campionati statunitensi
- 5 ori[1]